# Petronas
Petronas je malajsijská petrochemická společnost. Název je akronym z Petroliam Nasional Berhad. Firma, založená malajsijskou vládou v roce 1974 patří mezi 500 největších na světě. Společnost sídlí v malajsijských mrakodrapech Petronas Twin Towers. Petronas je také hlavním sponzorem týmu Mercedes F1 ve Formuli 1 a Petronas Yamaha Petronas Yamaha SRT v MotoGP.